# Кульовий хрест

Кульовий хрест

Кульови́й хре́ст (англ. cross pommy; ісп. cruz pometada; італ. croce bordonata; нім. Apfelkreuz, Kugelkreuz; лат. crux globata; пол. krzyż kulowy; порт. cruz maçanetada; фр. croix pommée) — хрест із кулями на кінцях. Різновид грецького хреста. Використовується в геральдиці, вексилології та фалеристиці.

## Галерея

Кульовий хрест
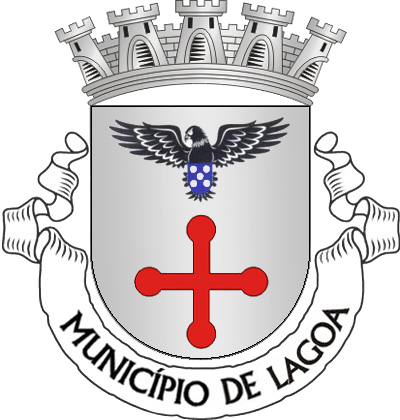
Лагоа (Азори)